# Nicolai Remisoff
Pour les articles homonymes, voir Remizov.
Nicolai Remisoff (en russe : Николай Владимирович Ремизов, Nikolaï Vladimirovitch Remizov) est un chef décorateur et directeur artistique américain, né le 20 mai 1887 à Saint-Pétersbourg (Russie), mort le 4 août 1975 dans le comté de Riverside (Californie).

## Biographie
De 1908 à 1917, il étudie à l'Académie russe des beaux-arts à Saint-Petersbourg. 
De 1908 à 1918, il est dessinateur des revues Strekoza, Satyricon puis Novy Satyricon et y publie des dessins satiriques sur des sujets politiques ou quotidiens. Ou encore sur les personnages en vue de l'art et de la culture russe
de l'époque. 
À partir de 1918, il émigre de Russie et s'installe en France en 1920, à Paris. Il y travaille dans un atelier de peinture et réalise des affiches. 
Il collabore également au théâtre « La chauve-souris ». En 1922 il part pour les États-Unis et en 1939 il y devient décorateur et directeur artistique à Hollywood. 

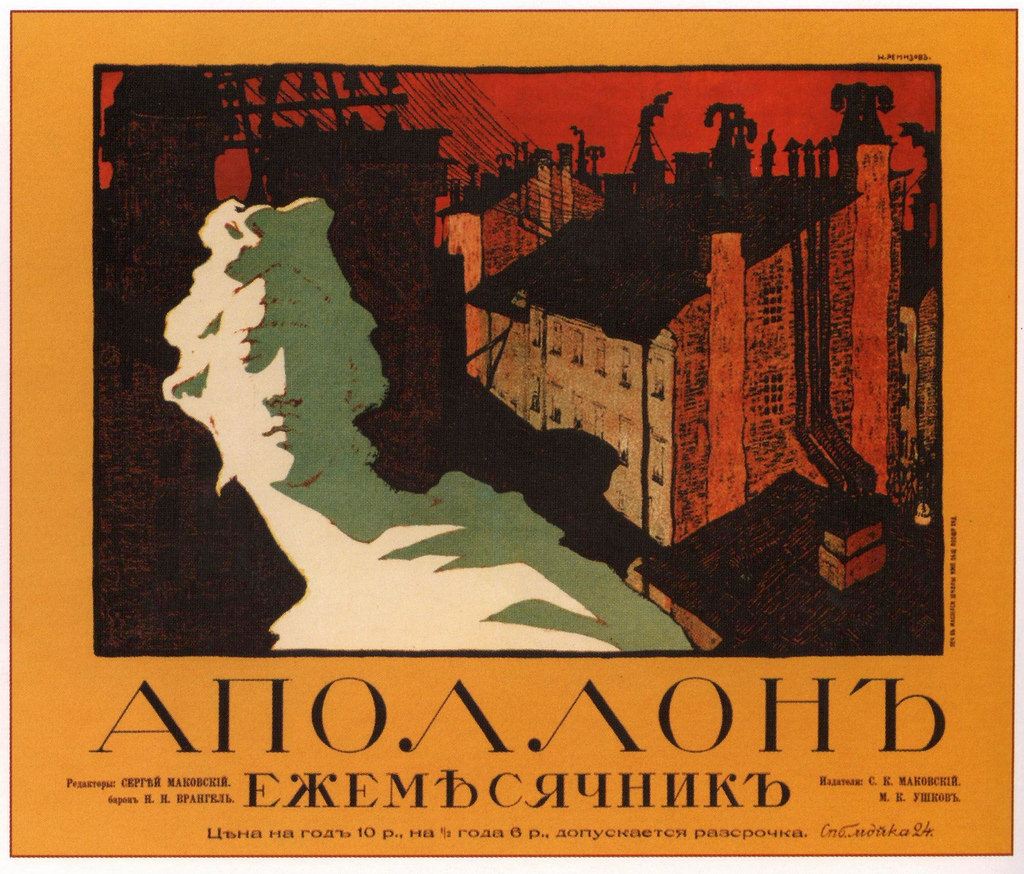
Apollon (revue) affiche par Nicolai Remisoff -1911

## Filmographie
- 1939 : Des souris et des hommes (Of Mice and Men) de Lewis Milestone
- 1940 : Changeons de sexe (Turnabout)
- 1940 : Capitaine Casse-Cou (Captain Caution)
- 1941 : Le Retour de Topper (Topper Returns)
- 1941 : Le Rapt du rapide 5 (Broadway Limited)
- 1941 : La Rose blanche (The Men in Her Life)
- 1941 : My Life with Caroline
- 1943 : En bordée à Broadway (Something to Shout About) de Gregory Ratoff
- 1943 : The Heat's On
- 1943 : Heavenly Music
- 1944 : L'Invitée (Guest in the House) de John Brahm, John Cromwell et André de Toth
- 1945 : Paris Underground de Gregory Ratoff
- 1946 : Young Widow
- 1946 : Le Démon de la chair  (The Strange Woman)
- 1946 : Young Widow
- 1947 : Dishonored Lady
- 1947 : Des filles disparaissent (Lured) de Douglas Sirk
- 1948 : La Vérité nue (No Minor Vices) de Lewis Milestone
- 1949 : Le Poney rouge (The Red Pony) de Lewis Milestone
- 1951 : When I Grow Up de Michael Kanin
- 1951 : La Grande Nuit (The Big Night) de Joseph Losey
- 1953 : La Vierge sur le toit (Die Jungfrau auf dem Dach) (version allemande de La Lune était bleue, 1953) d'Otto Preminger
- 1953 : La Lune était bleue (The Moon Is Blue) d'Otto Preminger
- 1954 : Bronco Apache (Apache) de Robert Aldrich
- 1956 : Please Murder Me
- 1956 : Johnny Concho de Don McGuire
- 1956 : Hot Rod Girl (en)
- 1957 : Destination 60,000
- 1957 : Trooper Hook
- 1957 : L'Indien blanc (en) (Pawnee) de George Waggner
- 1957 : L'Homme au bandeau noir (Black Patch)
- 1957 : Undersea Girl
- 1958 : L'Abominable Homme des neiges (Half Human: The Story of the Abominable Snowman)
- 1959 : La Gloire et la Peur (Pork Chop Hill) de Lewis Milestone
- 1960 : L'Inconnu de Las Vegas (Ocean's Eleven) de Lewis Milestone